# Martina Ludwig-Faymann

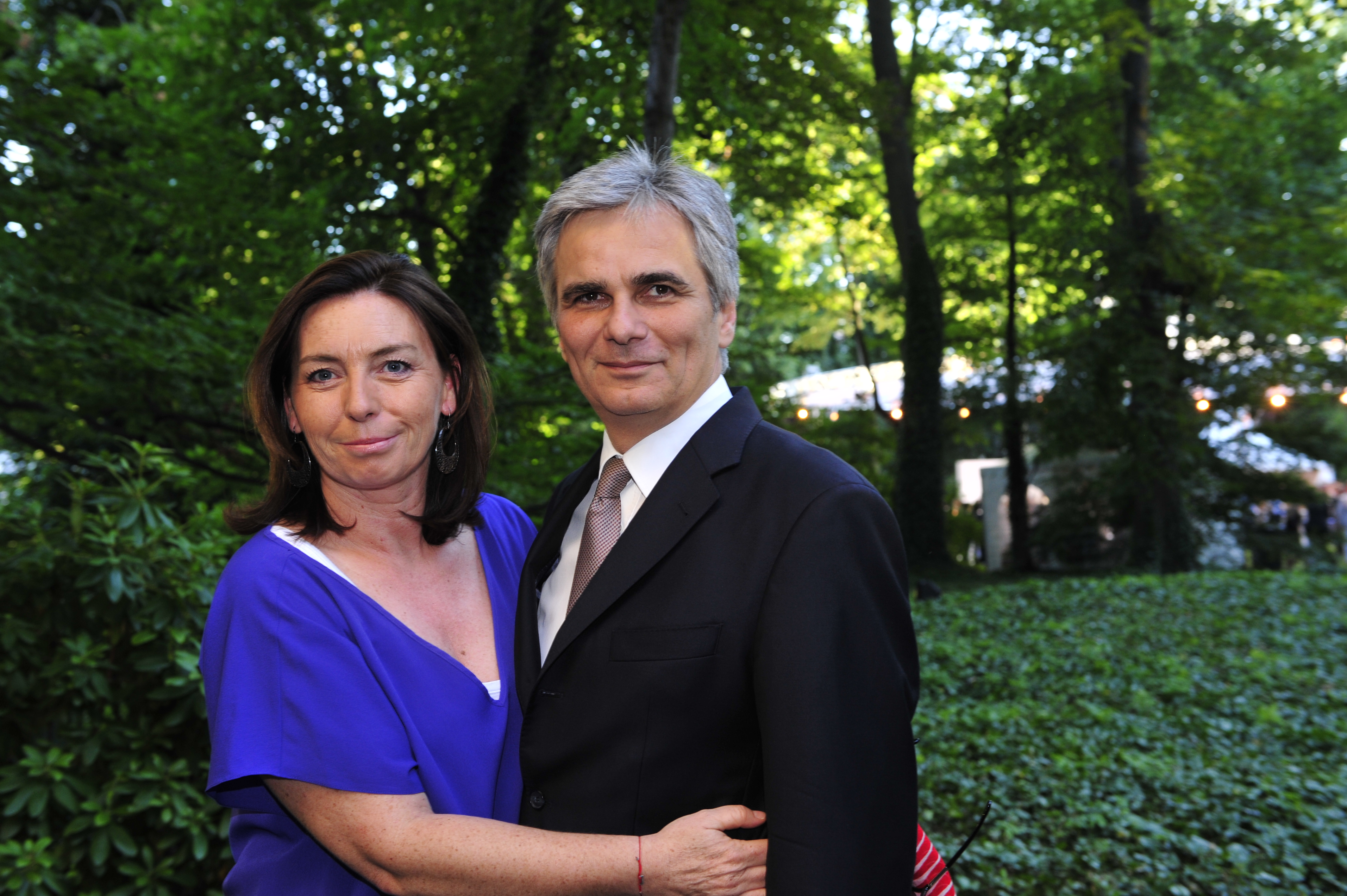
Martina Ludwig-Faymann mit Werner Faymann 2011

Martina Ludwig-Faymann (* 26. März 1967 in Wien) ist eine österreichische Politikerin (SPÖ). Sie ist seit Jänner 1996 Abgeordnete zum Wiener Landtag und damit Mitglied des Wiener Gemeinderats.

## Ausbildung und Beruf
Martina Ludwig besuchte von 1973 bis 1977 eine Volksschule und im Anschluss bis 1986 eine Allgemeinbildende Höhere Schule. Nach dem Besuch einer Maturaschule legte sie 1988 die Matura mit einer Externistenreifeprüfung ab.
Nach dem Schulabschluss war Ludwig bei der Sozialistischen Jugend Wien tätig und wurde dort Landessekretärin. Sie arbeitete zudem 1988 bis 1989 beim Verein Junges Wien, war 1990 bis 1991 freie Journalistin und 1991 bis 1993 Redakteurin beim Presse- und Informationsdienst der Stadt Wien (MA 53). 1993 stieg sie zur Pressesprecherin der Geschäftsgruppe Bildung, Jugend, Familie, Soziales und Frauenfragen auf und wechselte 1994 als Landesfrauensekretärin zu den Wiener SPÖ-Frauen. Ab 1996 war Ludwig auch stellvertretende Landesparteisekretärin der SPÖ Wien. Beide Tätigkeiten beendete sie 2006. Von 2010 bis 2011 arbeitete sie als Projektverantwortliche für das Mitgliedermagazin „Fair Wohnen“ der Mietervereinigung Österreichs, das von der QMM Quality Multi Media GmbH produziert wurde, der auch die Gratiszeitung Heute gehört.

## Politik
Ludwig arbeitete ab 1981 bei der Sozialistischen Jugend im Gemeindebezirk Favoriten mit. Zudem war sie auch beim Landesverband Wien der Sozialistischen Jugend sowie bei den SPÖ-Frauen engagiert, wo sie später Landessekretärin wurde. 1988 bis 1993 führte sie auch den Vorsitz der Sozialistischen Jugend Favoriten. Seit 1989 ist sie Mitglied des Bezirksfrauenkomitees Favoriten und seit 1995 Mitglied des Bundes-Frauenkomitees der SPÖ. Ludwig vertritt die SPÖ seit 1996 im Wiener Landtag und Gemeinderat. 2002 war sie für wenige Tage auch Abgeordnete zum österreichischen Bundesrat. Ab dem 3. März 2025 bis zum 9. Juni 2025 war sie als Nachrückerin von Korinna Schumann erneut Mitglied des Bundesrates.

## Privates
Martina Ludwig-Faymann ist seit 2001 mit dem ehemaligen österreichischen Bundeskanzler Werner Faymann verheiratet und hat eine Tochter.